# 말란도

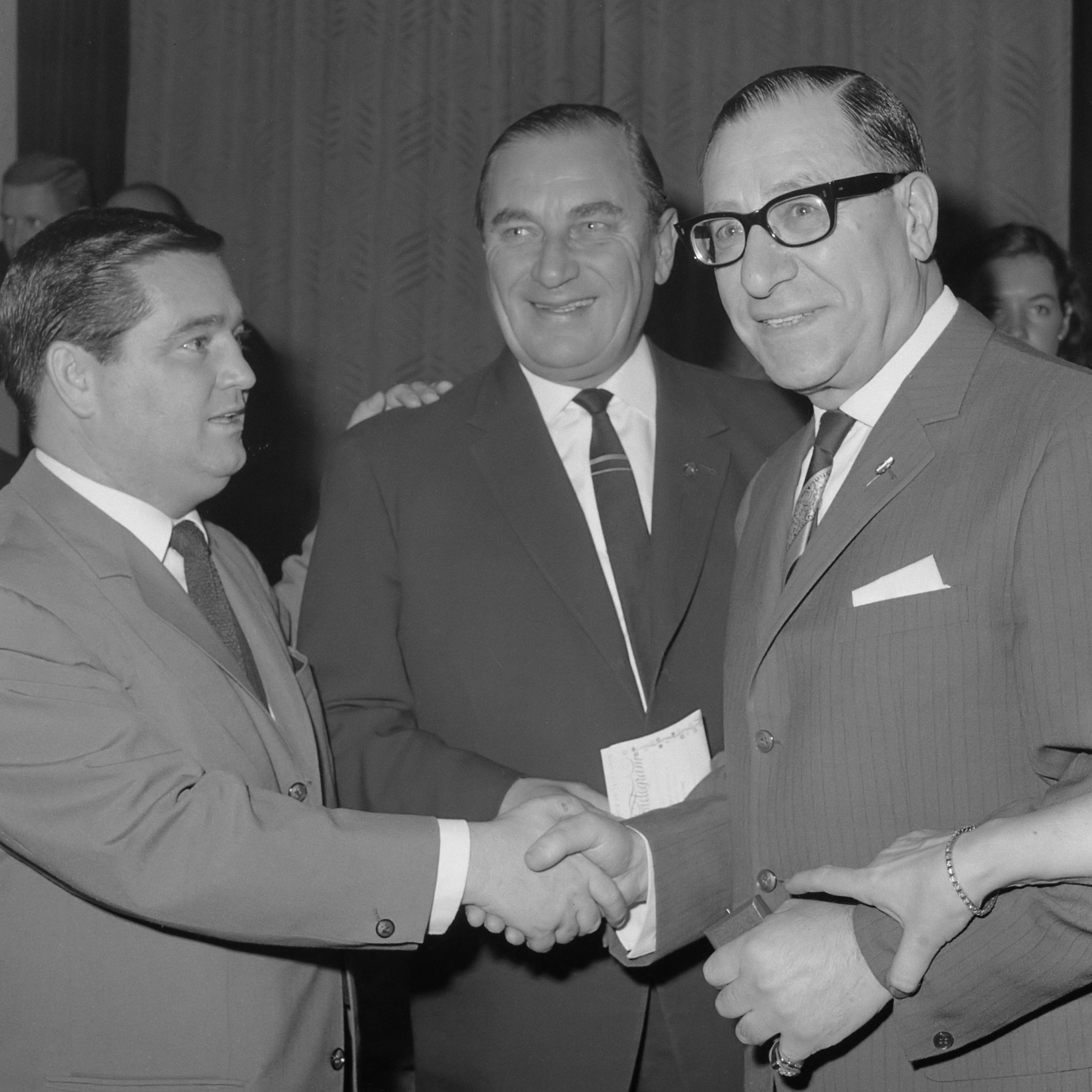
가운데 사람이 말란도이다. 1966년.

말란도(Malando, 1908년 5월 26일 ~ 1980년 11월 22일)는 네덜란드의 지휘자, 아코디언 주자, 작곡가이다. 말란도의 본명은 알리 마슬란도(Arie Maasland)이며 네덜란드 로테르담에서 태어나 소년시절부터 아코디언의 명수로서 알려져 왔다. 아르헨티나의 탱고 악단인 에드아르도 비안코가 유럽을 순회공연하였을 때 박력있는 아르헨티나 탱고에 매혹되어 음악가로서 성공하기를 다짐하였다. 1932년에 잠핑 자릭스의 악단에 참가, 아코디언 주자 겸 편곡을 담당하였다. 1936년에 독립하여 자기의 오르케스타를 조직하였다. 1937년, 콘티넨털 탱고의 스탠더드 넘버 <오레가파>를 작곡하여 일약 명성을 떨쳤고 이 방면의 제1인자가 되었다. 비안코와 친교가 있었기 때문인지 말란도의 연주에는 아르헨티나풍의 리듬이 채택되어 있다. 1975년에 은퇴하였다.